# S/S Iris
S/S Iris var ett svenskt lastfartyg.

## Historik
Iris byggdes 1886 i West Hartlepool under namnet Mercedes till rederiet Christie & co i Cardiff. Hon hette senare under engelsk flagg "Thrift" och kom till Sverige 1909 genom inköp från Norge till Landskrona av rederi AB Groveland och fick namnet Grovedale. 
Fyra år senare såldes hon till Rederi AB Torlief i Landskrona och omdöptes till Torgerd. 1916 såldes hon igen denna gång till rederiet AB Iris i Stockholm för 160 000 kr och ångaren fick samma namn som bolaget. 1927 kolliderade Iris med ångaren Holland av Köpenhamn i Kieler Förde.

## Konvojfart under andra världskriget
Under gång i konvoj och tät tjocka kolliderade ett av konvojens fartyg den 15 juli 1941 med Iris som fick svåra skador och sjönk. Besättningen räddades och fördes till Glasgow. Iris som var på rutt från Cardiff till London runt Skottland, sjönk på lat N 55,23’ long V5, 2’.